# Summerfest
A Summerfest fesztivál Magyarország egyik legnagyobb nemzetközi folklóreseménye,[forrás?] amelyet Százhalombattán, Tökölön és Szigetszentmiklóson rendeznek meg 1994 óta minden évben.
A Summerfest Nemzetközi Folklórfesztivál az UNESCO stratégiai partnerszervezete, a CIOFF (International Council of Organizations of Folklore Festivals and Folk Arts) védjegyét elnyert fesztivál.[forrás?]
Az elmúlt években a világ valamennyi kontinenséről több mint 100 ország néptáncosa és zenésze vett részt a Summerfest programjain.[forrás?]

## Történet
1994-ig a három településen egymástól függetlenül zajlottak a nyári folklórrendezvények. 1995-től a három település szervezőbizottsága – Budai Gábor (Ráckeve), Halász László (Tököl), Szigetvári József (Százhalombatta) – egyre nagyobb mértékben hangoltak össze rendezvényeket. 1998-tól már nemcsak a lebonyolítás, hanem az előkészítés is összehangoltan történik.

## Részt vevő együttesek
2019
- Ballet Folclórico Ucb La Paz, Bolívia
- RKUD "Proleter" Sarajevo, Bosznia-Hercegovina
- Folklore Ansamble Rouschonkleeche Ruse, Bulgária
- Conjunto Folklórico Integración de la Universidad de Tarapacá Arica, Chile
- L.U.C.I - Legacy.Unity.Culture of Indonesia Jakarta, Indonézia
- Hiro Hayashida and Super Taiko Junior Ageo-si, Szaitama-ken, Japán
- National dance Ensemble "Merry Carousel", Zaporizzsja, Kalmükföld
- Ensemble Folklorique Régional Tam ti delam, Sept-Îles, Kanada
- Sichuan Dance Association, Csengtu, Kína
- El Colombiano Compania de Danza Bogota, Kolumbia
- Folk Song & Dance Ensemble „JAWOR” Lublin, Lengyelország
- Orang Orang Drum Theatre Company Selangor, Malajzia
- Folk Dance Ensemble "Tanok" Krasznodar, Oroszország
- Folk Dance and Song Ensemble "Vesennie Zori" Voronyezs, Oroszország
- Kazbek Folk Dance Ensemble Sztavropol, Oroszország
- Danzas y Proyecciones Folkloricas Andres Valiente de Panama, Panama
- Dit i Fet Llomajor, Mallorca, Spanyolország
- Okud Milomir Petrovic, Szerbia
- Kárpátalja Táncegyüttes Péterfalva, Ukrajna (Kárpátalja)
- Hajdina Néptáncegyüttes Marosludas, Románia (Erdély)
- vendéglátó együttes: Forrás Néptáncegyüttes, Százhalombatta

## Média
- Nyitóceremónia
- interjú / Halom TV
- Táncpanoráma (1994)
- Önkéntesek 21. Summerfest Nemzetközi Folklór Fesztivál (1994)
- Summerfest - Százhalombatta - Menettánc (2018)